# КК Левен Брауншвајг
КК Левен Брауншвајг (енгл. Basketball Löwen Braunschweig) немачки је кошаркашки клуб из Брауншвајга. У сезони 2021/22. такмичи се у Бундеслиги Немачке.

## Историја
Клуб је основан 2000. године као нова компанија и тада је од КК Брауншвајга преузео место у Бундеслиги Немачке. Тренутни назив носи од 1. јула 2014, а пре тога је осам година био познат као Фантомс Брауншвајг. Највећи успех у Бундеслиги било је полуфинале плеј-офа, које је досегнуто два пута — у сезонама 2002/03. и 2009/10. Финалиста Купа Немачке био је 2011. године.
На европској сцени одиграо је по једну сезону у Купу Радивоја Кораћа (сез. 2001/02), Еврокупу (сез. 2003/04, тада УЛЕБ куп) и ФИБА Еврочеленџу (сез. 2004/05, тада ФИБА Лига Европе), али је сваки пут био елиминисан њој већ у првој фази такмичења.

## Успеси

### Национални
- Куп Немачке:
  - Финалиста (1): 2011.

- Суперкуп Немачке:
  - Финалиста (1): 2011.

## Учинак у претходним сезонама
| Сез.     | Првенство Немачке | Куп Немачке  | Европско такмичење |
| -------- | ----------------- | ------------ | ------------------ |
| 2009/10. | Полуфинале ПО     | —            | —                  |
| 2010/11. | Четвртфинале ПО   | Финалиста    | —                  |
| 2011/12. | Четвртфинале ПО   | Полуфинале   | —                  |
| 2012/13. | 13. место         | —            | —                  |
| 2013/14. | 15. место         | —            | —                  |
| 2014/15. | 9. место          | —            | —                  |
| 2015/16. | 10. место         | —            | —                  |
| 2016/17. | 16. место         | —            | —                  |
| 2017/18. | 12. место         | —            | —                  |
| 2018/19. | 8. место          | Четвртфинале | —                  |
| 2019/20. | 11. место         | Четвртфинале | —                  |
| 2020/21. | 9. место          | Групна фаза  | —                  |
| 2021/22. | —                 | Полуфинале   | —                  |

## Познатији играчи
- Лубош Бартон
- Милко Бјелица
- Урош Дувњак
- Лука Жорић
- Бранко Јоровић
- Терел Мекинтајер
- Игор Милошевић
- Вујадин Суботић
- Владимир Тица
- Џејмс Флоренс
- Хајко Шафарцик
- Денис Шредер

## Познатији тренери
- Емир Мутапчић